# Fahrradbrücke der Freiheit
Die Fahrradbrücke der Freiheit (slowakisch Cyklomost slobody) ist eine Fahrrad- und Fußgängerbrücke über die March, die von der niederösterreichischen Gemeinde Engelhartstetten nach Devínska Nová Ves, einem Stadtteil von Bratislava in der Slowakei, führt. An dieser Stelle befand sich von 1771 bis 1880 eine erste teilgemauerte Brücke über die March.
Die Brücke verbindet den Eiserner-Vorhang-Radweg, der entlang der March nach Süden führt, bzw. den Kamp-Thaya-March-Radweg und den Marchfeldkanalradweg mit dem Donauradweg. 
Der Flussübergang ist vier Meter breit, sodass im Notfall auch Einsatzfahrzeuge passieren können.
Von der Brückenkonstruktion befinden sich 62,8 % auf slowakischem und 37,2 % auf österreichischem Gebiet.

## Geschichte
Durch Maria Theresia gab es hier eine erste teilweise steinerne Brücke über die March. Die das erste Mal 1771 gebaute Brücke bestand aus gemauerten Bögen links und rechts des Flusses. Die direkte Konstruktion über der March bestand aus Holz. Diese wurde 1809 durch einen Eisstoß weggeschwemmt. Von Graf Pálffy wurde sie 1813 wiederhergestellt. Im Jahr 1866 wurde sie im Zuge des Krieges von Preußen gegen Österreich gesprengt, um den Preußen den Vormarsch Richtung Wien zu erschweren. Nach baldigem Wiederaufbau wurde sie aber 1880 neuerlich durch einen Eisstoß weggerissen und dann nicht mehr aufgebaut. Danach bestand eine Fähre. Die Brückenbögen am österreichischen Ufer sind in der Landschaft noch sichtbar. Im Herbst 1918 entstand an der March die Grenze zwischen der Republik Österreich und der Tschechoslowakischen Republik, nach 1945 komplettierten die Grenzsperren an der March den Eisernen Vorhang. Nun war das Überqueren der March Richtung Österreich hier bis 1989 lebensgefährlich.
2010 wurde beschlossen, eine Fahrradbrücke zu errichten, um Schloss Hof, dessen Park bis an die March reicht, im Rahmen des Projekts Cyclomost (= Fahrradbrücke) in das Radwegnetz über Devínska Nová Ves (Theben-Neudorf) nach Bratislava (Pressburg) einzubinden. Der Spatenstich erfolgte im September 2011. Finanziert wurde das Projekt mit dem Namen CYCLOMOST zum größten Teil aus Fördermitteln des Europäischen Fonds für regionale Entwicklung (EFRE) durch die Europäische Union, während die Slowakei und Niederösterreich nur einen geringen Beitrag leisten mussten. Da der Fluss Grenzgewässer ist, müssen auch Patrouillenboote passieren können. Aus diesem Grund musste die Brücke eine Durchfahrtshöhe von mindestens sechs Meter aufweisen.
Der niederösterreichische Vorschlag, das Bauwerk Maria-Theresien-Brücke (nach Maria Theresia, die in Pressburg als einzige Frau zum König von Ungarn gekrönt wurde) zu benennen, wurde von slowakischer Seite nicht aufgegriffen. Irritationen gab es, als in der Slowakei eine Internetabstimmung zur Namensgebung erfolgte und sich als Gewinner der Abstimmung die Benennung nach Chuck Norris herausstellte. Dieses Votum wurde allerdings auch von der slowakischen Politik nicht akzeptiert. Allerdings stand auch noch Monate nach der Brückeneröffnung in Google Maps der Name Most Chucka Norrisa.
Die am 22. September 2012 im Beisein des damals zuständigen EU-Kommissars für Regionalpolitik Johannes Hahn eröffnete Brücke heißt nun im Einvernehmen zwischen Österreich und der Slowakei Fahrradbrücke der Freiheit (slowakisch Cyklomost slobody). Der Name soll an die Opfer erinnern, die beim Versuch, durch die March in die Freiheit zu flüchten, ihr Leben verloren haben.

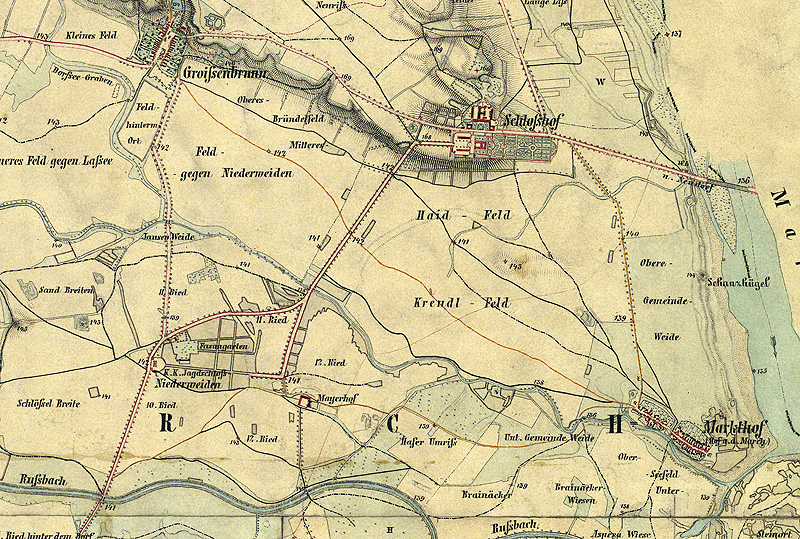
Schloss Hof lag um 1873 an der Straßenverbindung zwischen Wien und Pressburg
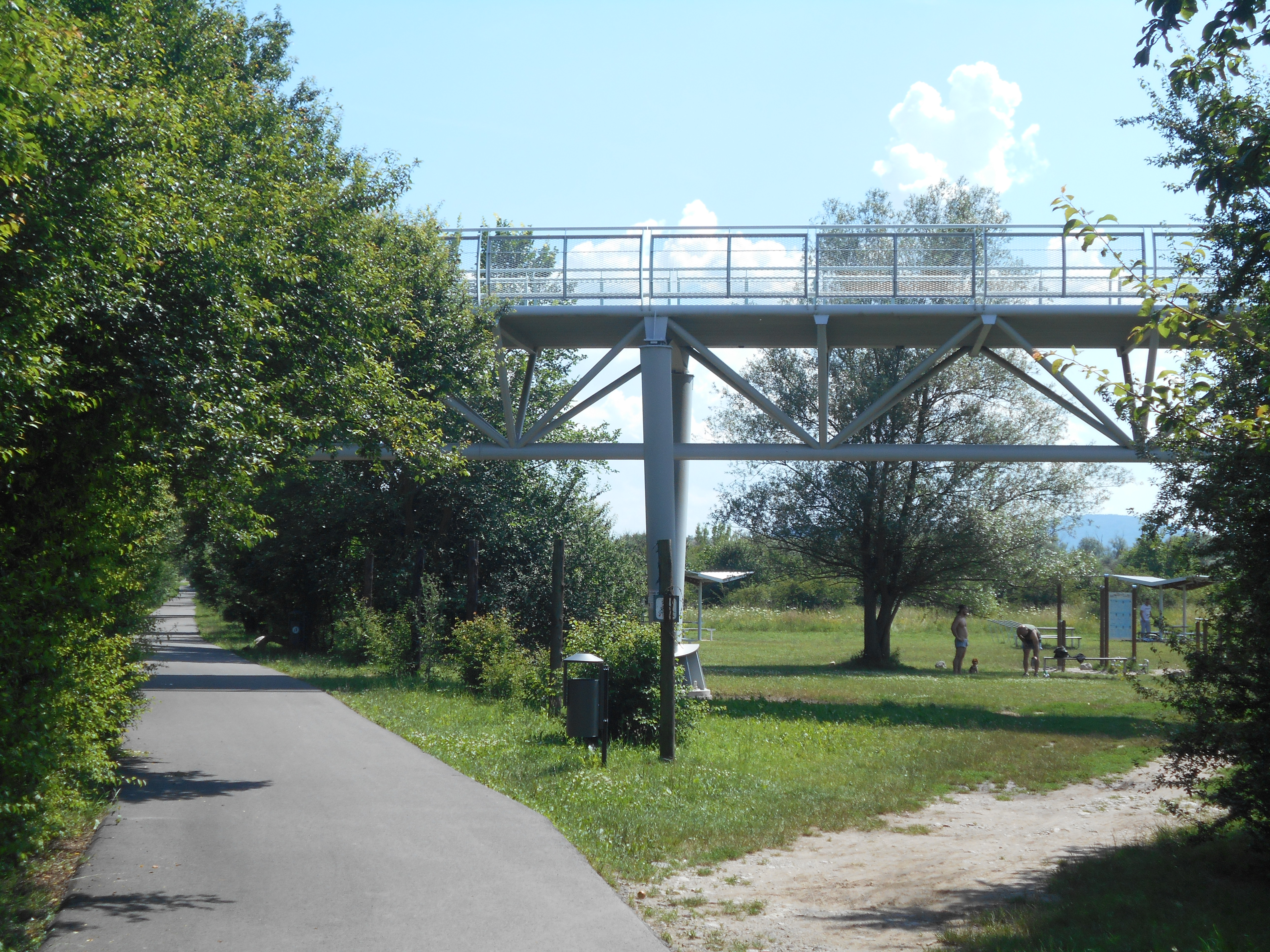
Blick auf die Brücke von den Marchauen in Devínska Nová Ves
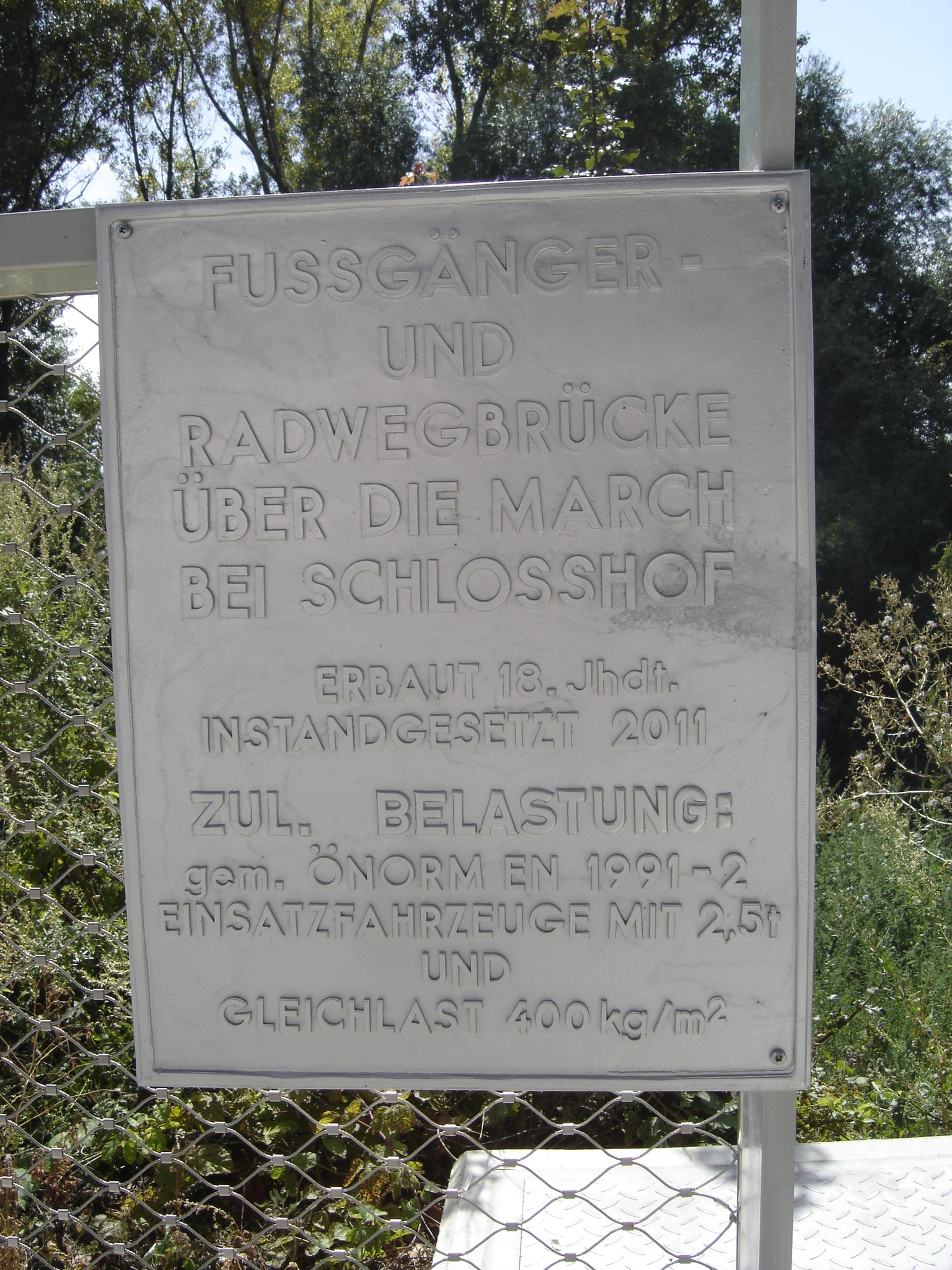
Auf einer österreichischen Erinnerungstafel bei der Brücke steht Erbaut 18. Jahrhundert, instand gesetzt 2011
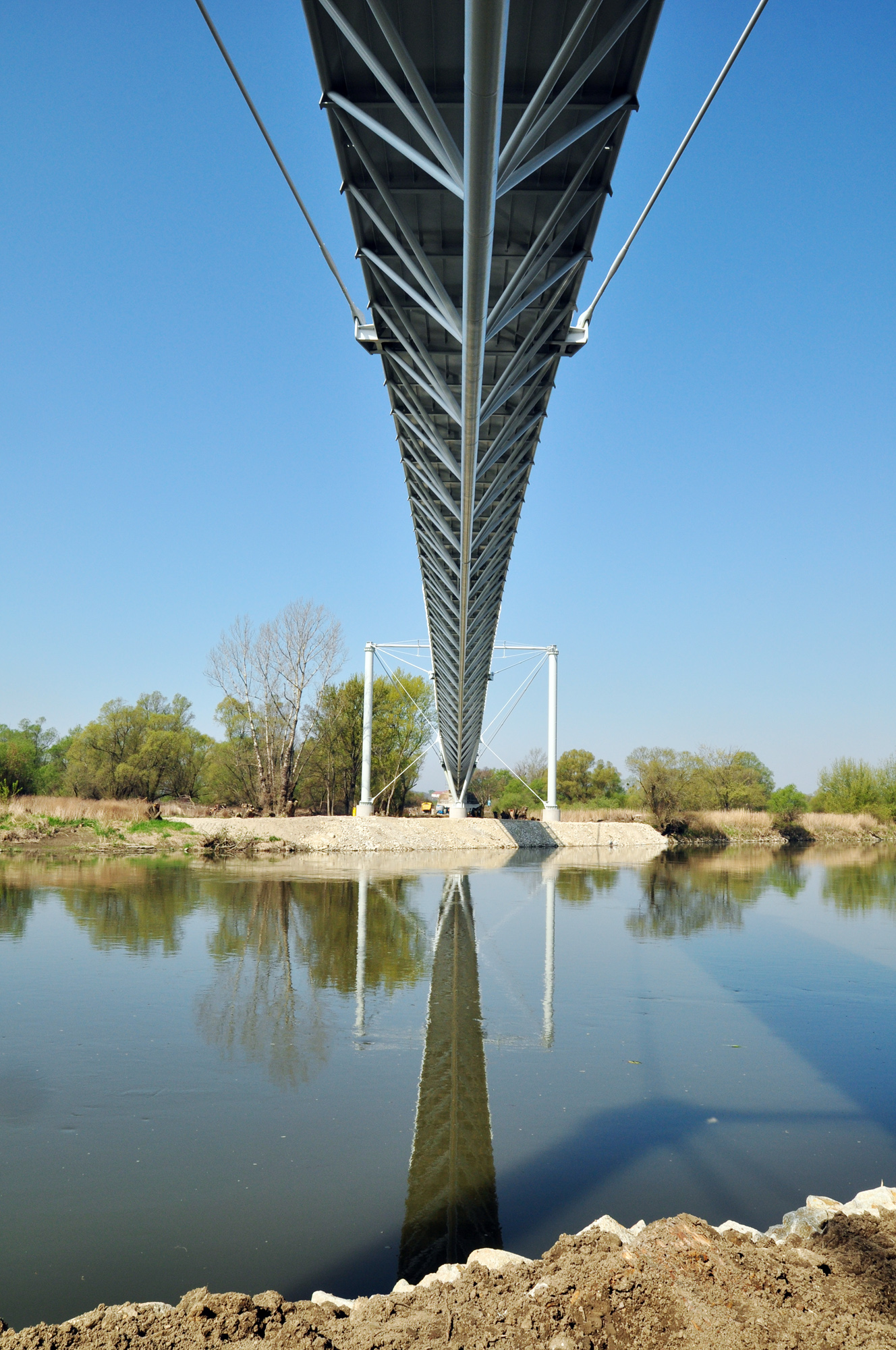
Brücke von unten noch in Bau
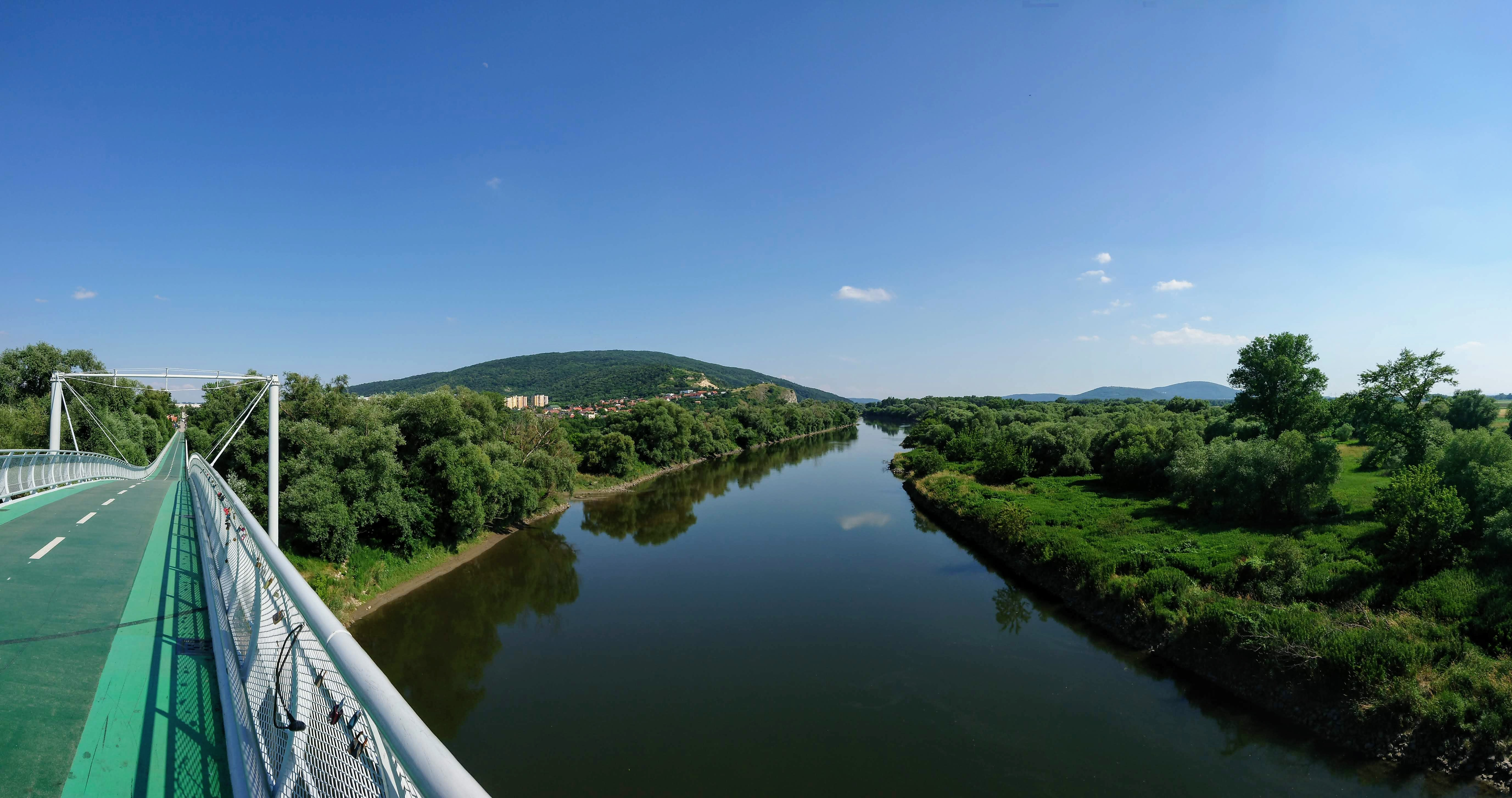
Blick von der Brücke auf die March